# Claudio Ranieri
Claudio Ranieri (Roma, 20 ottobre 1951) è un dirigente sportivo, ex calciatore e allenatore di calcio italiano, di ruolo difensore, attuale senior advisor della Roma.
Come calciatore esordisce nella Roma, ma lega il proprio nome soprattutto al Catanzaro, di cui, tra il 1976 e il 1982 diventa il giocatore con più presenze in Serie A.
Si fa notare come allenatore ottenendo due promozioni (dalla Serie C1 alla Serie A) con il Cagliari tra il 1988 e il 1991 e vincendo la Coppa Italia di Serie C; passa quindi al Napoli, dove ottiene una qualificazione alla Coppa UEFA nel 1992. Tra il 1993 e il 1997 allena la Fiorentina, con cui si aggiudica una promozione in Serie A, una Coppa Italia e una Supercoppa italiana. Nel 1997 si trasferisce in Spagna, dove rimane fino al 2000, allenando il Valencia (con cui vince una Coppa del Re) e l'Atlético Madrid, prima di passare al Chelsea, dove rimane per quattro stagioni ottenendo un secondo posto in campionato, una finale di FA Cup e una semifinale di UEFA Champions League. Tra il 2004 e il 2005 ha un'altra breve esperienza sulla panchina del Valencia, segnata dalla conquista della Supercoppa UEFA.
Nel 2007 rientra in Italia, dove allena il Parma, la Juventus, la Roma e l'Inter, ottenendo un secondo posto con la Roma ed una salvezza in Serie A con il Parma. Dal 2012 al 2014 allena il Monaco, nel campionato francese, dove vince la Ligue 2 e si piazza poi secondo nella Ligue 1. Dopo un periodo come allenatore della nazionale greca, torna in Inghilterra, al Leicester City, neopromossa nella massima serie, con cui vince la Premier League nel 2016. Questo straordinario successo gli vale il premio come allenatore dell'anno da parte della FIFA, la Palma d’oro al merito tecnico, l’onorificenza di Grande Ufficiale della Repubblica Italiana, oltre all'inserimento nella Hall of fame del calcio italiano. Dopo il successo con le Foxes gli vengono affibbiati diversi soprannomi, in particolare Sir Claudio, con cui viene chiamato ancora oggi. In seguito all'esperienza con il Leicester ha allenato Nantes e Fulham, per poi fare ritorno in patria alla guida di Roma e Sampdoria. Nel 2021 è tornato in Inghilterra, dove ha allenato il Watford.
Nel 2022 torna in Italia, al Cagliari, riportandolo in Serie A dopo la vittoria dei play-off del campionato cadetto per poi condurlo alla salvezza. Dopo aver raggiunto la salvezza con i sardi al ritorno in massima serie, il 14 novembre 2024 torna per la terza volta alla guida tecnica della Roma.
Detiene il record di essere l'unico allenatore ad aver disputato (e vinto) i 4 principali derby cittadini italiani, grazie alle sue militanze con Roma, Juventus, Inter e Sampdoria.

## Caratteristiche tecniche
È un tecnico che predilige il modulo 4-4-2 e imprime alle sue squadre un gioco basato su solidità difensiva, pressione ed efficaci manovre di contropiede.

## Carriera

### Giocatore

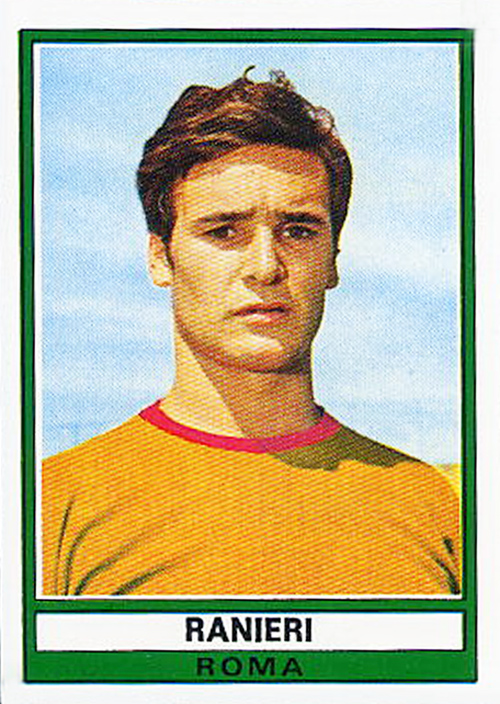
Ranieri con la maglia della Roma nel 1973, all'esordio come calciatore professionista

Di fede romanista, da calciatore ha vestito le maglie di Roma, Catanzaro, Catania e Palermo. Cominciò a giocare giovanissimo nell'oratorio di piazza San Saba a Roma. Come attaccante a sedici anni fu arruolato nel Dodicesimo Giallorosso. Pochi anni dopo lo notò Helenio Herrera e fu tesserato per la Roma. A 17 anni l'allenatore della Primavera, Antonio Trebiciani, decise di cambiargli ruolo, trasformandolo in terzino.
Esordì in Serie A il 4 novembre 1973 in Genoa-Roma (2-1); a lanciarlo fu Manlio Scopigno. Disputò 6 partite e poi passò al Catanzaro dove si impose come punto fermo della difesa, diventando il giocatore del Catanzaro ad aver disputato più partite in Serie A: 128 tra il 1976 e il 1982.
Nel 1982 passò al Catania in Serie B contribuendo alla promozione in Serie A dei rossazzurri di Gianni Di Marzio. Giocò con gli etnei anche la successiva sfortunata stagione in Serie A, schierato per lo più da libero per l'infortunio del titolare Giorgio Mastropasqua. Chiuse la carriera nel Palermo, con cui disputò due stagioni in serie B dal 1984 al 1986.

### Allenatore
(Claudio Ranieri sul tema del derby)
Da allenatore, Ranieri è rimasto a lungo imbattuto nei derby italiani: la sua prima sconfitta in una di tali gare è avvenuta il 22 luglio 2020, quando alla guida della Sampdoria è stato battuto per 2-1 dal Genoa. In precedenza era riuscito a disputare tutte le quattro principali stracittadine italiane (alla guida di Inter, Juventus, Roma e Sampdoria) senza essere mai sconfitto, collezionando 9 vittorie e un pareggio.

#### Gli inizi, Cagliari e Napoli

Ranieri alla guida del Cagliari nella stagione 1989-1990

Da allenatore iniziò nella categoria interregionale, guidando la Vigor Lamezia nel 1986 per poi allenare il Campania Puteolana in Serie C1. Iniziò a mettersi in luce alla guida del Cagliari, dove approdò nel 1988, conquistando la Coppa Italia di Serie C e portando in due anni i sardi dalla Serie C alla Serie A. La stagione d'esordio nel massimo campionato si concluse con la salvezza degli isolani, riusciti ad agguantare la permanenza con un turno di anticipo.

Ranieri nei primi anni 1990 sulla panchina del Napoli

Nel 1991 viene ingaggiato dal Napoli, ottenendo la qualificazione in Coppa UEFA grazie al quarto posto in campionato. Verrà poi esonerato nel novembre 1992, in seguito all'eliminazione dalla coppa (per mano del Paris Saint-Germain) e al 5-1 subìto dal Milan in campionato.

#### Fiorentina
Nell'estate 1993, diviene l'allenatore dell'appena retrocessa Fiorentina. Centrata l'immediata risalita in A, ottiene un decimo posto nel 1994-95.
Durante la stagione 1995-96, oltre a conseguire il quarto posto in Serie A, guida i toscani alla vittoria della Coppa Italia: i gigliati si impongono in tutte le 8 gare disputate, sconfiggendo l'Atalanta in finale. Il trionfo vale l'ingresso in Coppa delle Coppe, nonché la partecipazione alla Supercoppa italiana: quest'ultimo trofeo viene vinto contro i campioni d'Italia del Milan, messi al tappeto da una doppietta di Batistuta. In Europa i viola raggiungono le semifinali, arrendendosi al Barcellona; in campionato si classificano invece in nona posizione.

#### Valencia e Atlético Madrid
Il 19 settembre 1997 decide di accettare la proposta della società spagnola del Valencia, che aveva appena esonerato Jorge Valdano dopo tre sconfitte nelle prime tre partite della Liga e l'ultimo posto in classifica. Conclude la prima stagione garantendo al Valencia il nono posto in classifica, che varrà alla sua squadra la partecipazione alla Coppa Intertoto 1998, che il Valencia vincerà in finale battendo in doppia sfida l'Austria Salisburgo e garantendosi così la partecipazione alla Coppa UEFA.
Nella stagione 1998-1999 il Valencia si classifica quarto qualificandosi per la Champions League della stagione successiva. In Coppa UEFA il cammino si interrompe ai sedicesimi dove il Valencia viene eliminato dal Liverpool. Sempre in questa stagione riesce a vincere il suo primo importante trofeo estero, la Coppa del Re (la coppa nazionale spagnola), dopo aver battuto in finale l'Atlético Madrid per 3-0.
Nel 1999-2000 allena l'Atlético Madrid, dal quale si separa otto mesi dopo l'inizio dell'avventura, in seguito alla sconfitta nei quarti di finale di Coppa UEFA contro i francesi del Lens per 2-1, alla quale va aggiunta la precaria posizione di classifica della squadra madrilena, che nella Liga spagnola si trova al quint'ultimo posto in classifica. In conseguenza di ciò, il 3 marzo 2000 l'amministratore fallimentare dei colchoneros, subentrato al presidente Jesús Gil in dicembre per i presunti illeciti fiscali di quest'ultimo, accetta le dimissioni del tecnico italiano.

#### Chelsea e ritorno a Valencia
Il 16 settembre 2000 si trasferisce in Inghilterra per guidare il Chelsea. Nel 2001-2002 guida i suoi fino alla finale di Coppa d'Inghilterra, persa contro l'Arsenal, mentre nel 2002-2003, dopo due sesti posti, chiude al quarto posto, qualificando la squadra alla UEFA Champions League. Dopo aver diretto i Blues per 199 partite ufficiali, riuscendo ad ottenere 107 vittorie, il 31 maggio 2004 viene sollevato dall'incarico dalla nuova proprietà guidata da Roman Abramovič e sostituito da José Mourinho, pur avendo raggiunto la semifinale della UEFA Champions League 2003-2004 (eliminato dal Monaco) e il secondo posto nella Premier League della stessa stagione. Durante l'esperienza nel club londinese, la stampa inglese lo denigra con il nomignolo Tinkerman (o Tinkerer), traducibile secondo alcune fonti come "lo stagnino", ovvero colui che ripara qualsiasi cosa con pochi mezzi, o, secondo altre, come "l'indeciso", per via dei suoi tentennamenti nello stabilire la formazione.
L'8 giugno 2004 firma con il Valencia, fresco vincitore del titolo nazionale e della Coppa UEFA, in sostituzione di Rafael Benítez; la stagione inizia con la prestigiosa vittoria nella Supercoppa europea contro i campioni d'Europa del Porto, ma l'allenatore viene successivamente esonerato il 25 febbraio 2005, in seguito all'eliminazione dalla Coppa UEFA da parte della Steaua Bucarest.

#### Parma

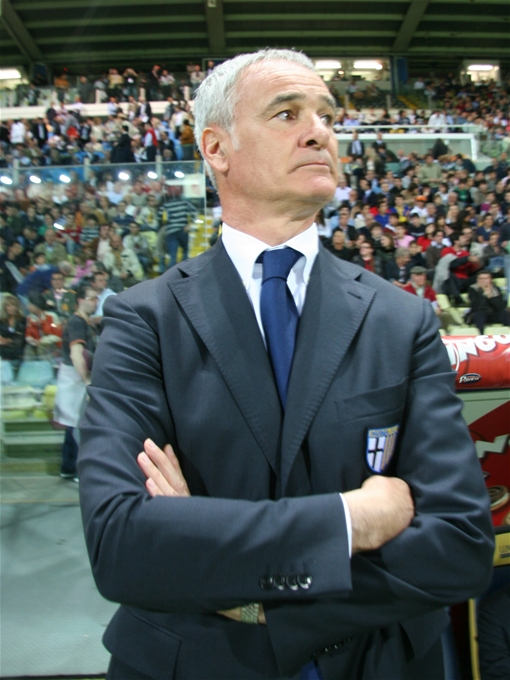
Ranieri al Parma nel 2007

Nel febbraio 2007 viene chiamato alla guida del Parma per sostituire l'esonerato Stefano Pioli, facendo così ritorno in Italia dopo 10 anni. Pur non riuscendo ad evitare l'eliminazione in Coppa UEFA (contro i portoghesi del Braga nei sedicesimi di finale), in campionato totalizza 27 punti in 16 partite, risollevando i ducali dall'ultimo posto in classifica e conducendoli fino alla salvezza, conseguita all'ultima giornata. È decisiva la vittoria per 3-1 contro l'Empoli, con la quale gli emiliani chiudono il torneo al dodicesimo posto (42 punti in classifica).

#### Juventus
Lasciato il Parma subito dopo averlo salvato, a giugno si accorda con la Juventus, appena ritornata in Serie A dopo l'annata trascorsa in Serie B a seguito del declassamento causato dallo scandalo di Calciopoli. In bianconero prende il posto del francese Didier Deschamps. Nel campionato 2007-2008 i piemontesi conquistano il terzo posto alle spalle di Inter e Roma, battendole entrambe nel girone di ritorno e rientrando immediatamente in Champions League.
In autunno, porta i sabaudi a vincere il girone europeo davanti al Real Madrid che viene sconfitto per 2-1 in casa e 2-0 in trasferta. Negli ottavi è però eliminato da una sua ex squadra, il Chelsea.

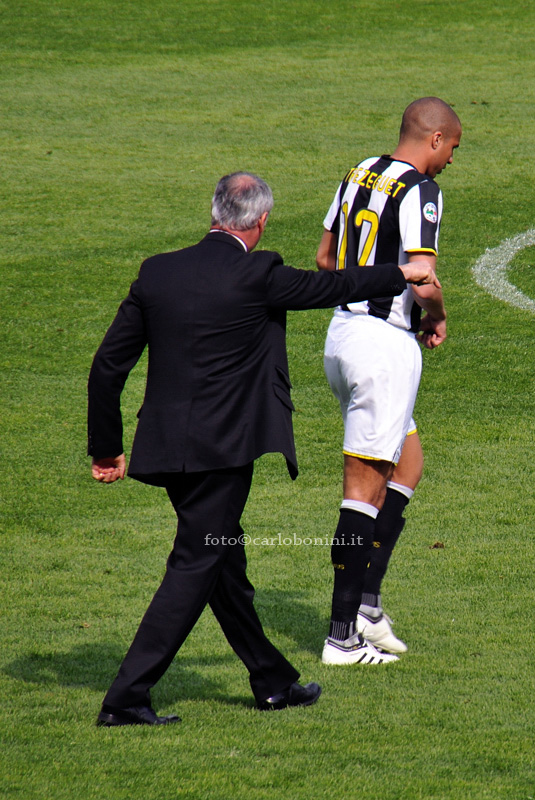
Ranieri (di spalle) alla Juventus nel 2009, mentre dà istruzioni al suo attaccante David Trezeguet

In campionato, dopo un inizio difficoltoso che vede la squadra al dodicesimo posto, la Juventus ottiene dieci vittorie nelle successive 12 partite che la fa salire al secondo posto a soli 3 punti dall'Inter. 
In primavera, dopo la vittoria all'Olimpico contro la Roma per 4-1, una crisi di risultati culminati con soli 6 punti ottenuti nelle successive sette partite spinge la società a rivedere la sua posizione: a due giornate dal termine, con la Signora al terzo posto ma con un solo punto di vantaggio sulla Fiorentina quarta, la dirigenza bianconera decide di esonerarlo a favore di Ciro Ferrara, che otterrà due vittorie consecutive chiudendo al secondo posto.

#### Roma
Il 2 settembre 2009 diventa l'allenatore della Roma, subentrando a Luciano Spalletti, rimasto sulla panchina giallorossa per 4 anni e dimessosi dopo le sconfitte con Genoa e Juventus nelle prime due giornate di campionato. Il tecnico ritorna così nella sua città natale, nella stessa società in cui era cresciuto e aveva mosso i primi passi da giocatore. Il 6 dicembre 2009 vince per 1-0 il suo primo derby di Roma da allenatore.
Nel girone di ritorno la squadra giallorossa, ormai compattatasi attorno a lui, inizia una incredibile rincorsa sull'Inter capolista culminata l'11 aprile 2010 con il sorpasso di un punto dopo la vittoria sull'Atalanta per 2-1. Il 18 aprile 2010 vince il secondo derby, battendo in rimonta la Lazio per 2-1, correggendo in corsa l'impostazione tattica e sostituendo con coraggio all'intervallo due giocatori-simbolo come Francesco Totti e Daniele De Rossi. La mossa gli vale l'apprezzamento di gran parte della stampa sportiva e dei suoi colleghi allenatori. Il 21 aprile 2010, nonostante la sconfitta per 1-0 ad Udine nella semifinale di ritorno, ma grazie alla vittoria 2-0 nella partita di andata, conduce la Roma alla sedicesima finale di Coppa Italia, disputata all'Olimpico contro l'Inter e persa per 1-0.
La sconfitta interna contro la Sampdoria (1-2) il 25 aprile 2010 vanifica di fatto la rimonta in campionato con la Roma che subisce il contro-sorpasso nerazzurro e chiude al secondo posto con 80 punti (la più alta media punti del campionato, avendo preso la squadra dopo le prime due partite di campionato) due in meno dell'Inter. La stagione 2010-2011 si rivela meno positiva, con la Roma sconfitta nella finale di Supercoppa italiana e capace di vincere la prima partita in campionato solo alla quinta giornata (Roma-Inter 1-0). Il 20 febbraio 2011, in seguito alla sconfitta rocambolesca per 4-3 a Marassi con il Genoa, che i giallorossi rimediano dopo aver chiuso il primo tempo in vantaggio per 0-3, rassegna le dimissioni da allenatore della Roma e viene sostituito da Vincenzo Montella, già allenatore della formazione dei Giovanissimi della società capitolina.

#### Inter
Il 22 settembre 2011 viene ingaggiato dall'Inter per sostituire Gian Piero Gasperini, esonerato il giorno precedente. Esordisce contro il Bologna, trovando la prima vittoria dei nerazzurri in questa stagione. Supera poi il girone di Champions League con una giornata di anticipo, terminando il raggruppamento al comando. Con una striscia positiva di 8 vittorie consecutive (7 in campionato e una in Coppa Italia), tra cui quella nel derby meneghino del 15 gennaio 2012, porta la squadra a risollevarsi in campionato dopo un avvio stentato. Il tutto viene però vanificato, nelle settimane successive, da una serie di 9 partite senza alcun trionfo e dall'eliminazione negli ottavi di Champions League per mano dell'Olympique Marsiglia. All'indomani della sconfitta subita con la Juventus nel derby d'Italia, l'allenatore è sollevato dall'incarico tramite la risoluzione consensuale del contratto e sostituito da Andrea Stramaccioni, fino a quel momento allenatore della Primavera nerazzurra.

#### Monaco e nazionale greca
Il 29 maggio 2012 firma con il Monaco, squadra militante in Ligue 2 (seconda divisione francese). L'11 maggio 2013 riporta il club monegasco in Ligue 1 con due giornate d'anticipo, al termine di una stagione dominata. Nell'annata successiva la squadra ottiene un ottimo secondo posto in campionato, alle spalle del Paris Saint-Germain, tuttavia a fine stagione Ranieri viene sostituito dal portoghese Leonardo Jardim.
Il 25 luglio 2014 firma con la nazionale greca, dove sostituisce il portoghese Fernando Santos, con l'obiettivo di portare gli ellenici agli europei del 2016. Il 15 novembre seguente, a causa della clamorosa sconfitta casalinga per 0-1 rimediata contro le Fær Øer, viene sollevato dall'incarico. Nelle precedenti tre partite aveva raccolto un solo punto, pareggiando per 1-1 contro la Finlandia e perdendo contro la Romania (0-1) e l'Irlanda del Nord (0-2).

#### Leicester City

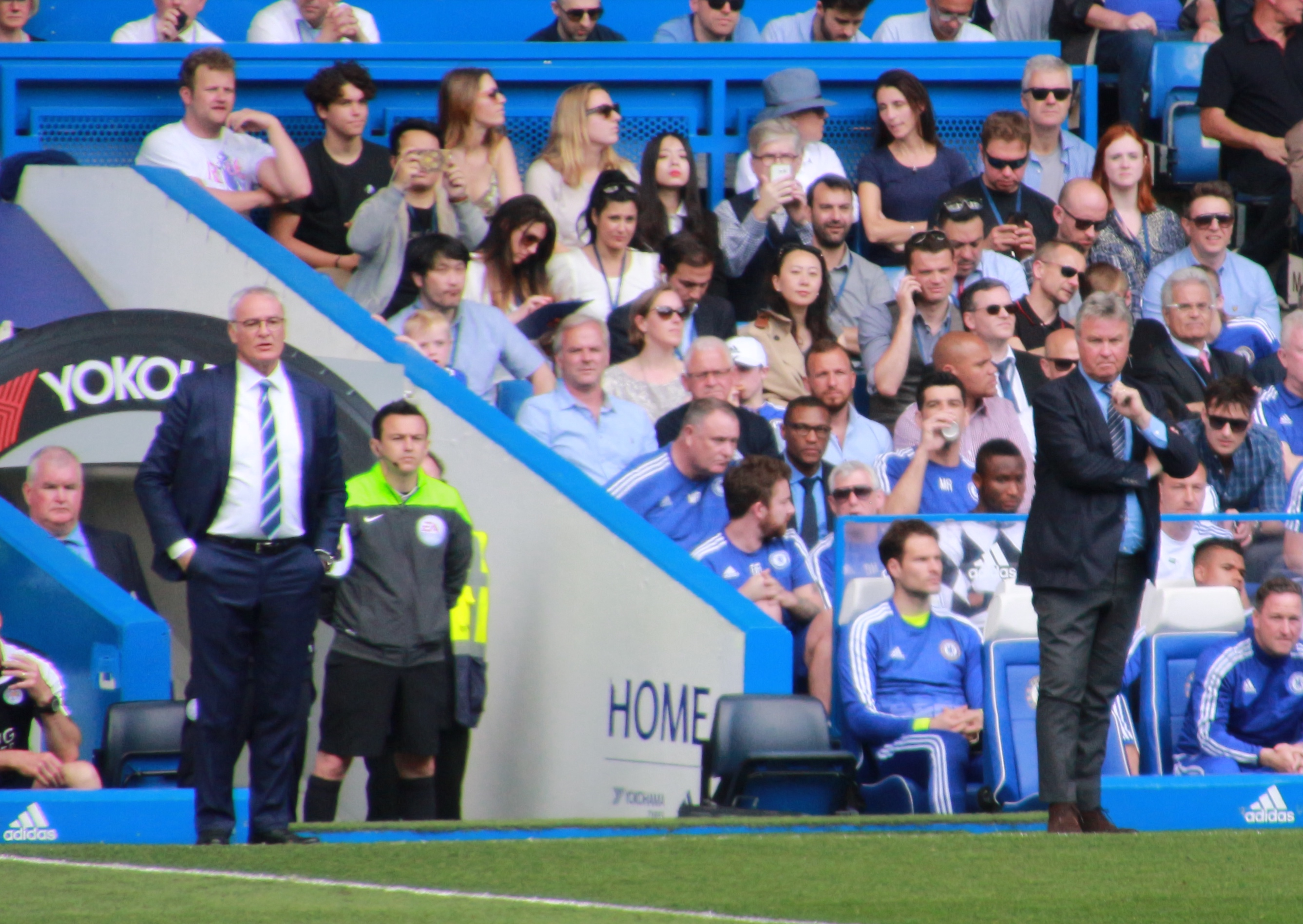
Ranieri (a sinistra) sulla panchina del Leicester City nel 2016, accanto al collega del Chelsea Guus Hiddink

Il 13 luglio 2015 ritorna ad allenare in Inghilterra, venendo annunciato come nuovo tecnico del Leicester City, con l'unico obiettivo dichiarato di raggiungere una salvezza tranquilla per la stagione 2015-2016 della Premier League, competizione nella quale il Leicester aveva trascorso la stagione precedente come neopromossa. La sua accoglienza è alquanto scettica, anche a causa della recente e fallimentare esperienza con la Grecia, con il suo nome considerato uno dei più papabili per l'esonero a breve termine e la vittoria della Premier quotata dai bookmakers come 5 000:1 (addirittura meno probabile della scoperta del mostro di Loch Ness, dello sbarco sulla Terra degli alieni e dei fatti che Elvis Presley sia ancora vivo, che Kim Kardashian sia eletta presidente degli Stati Uniti o che Bono degli U2 sia nominato papa).

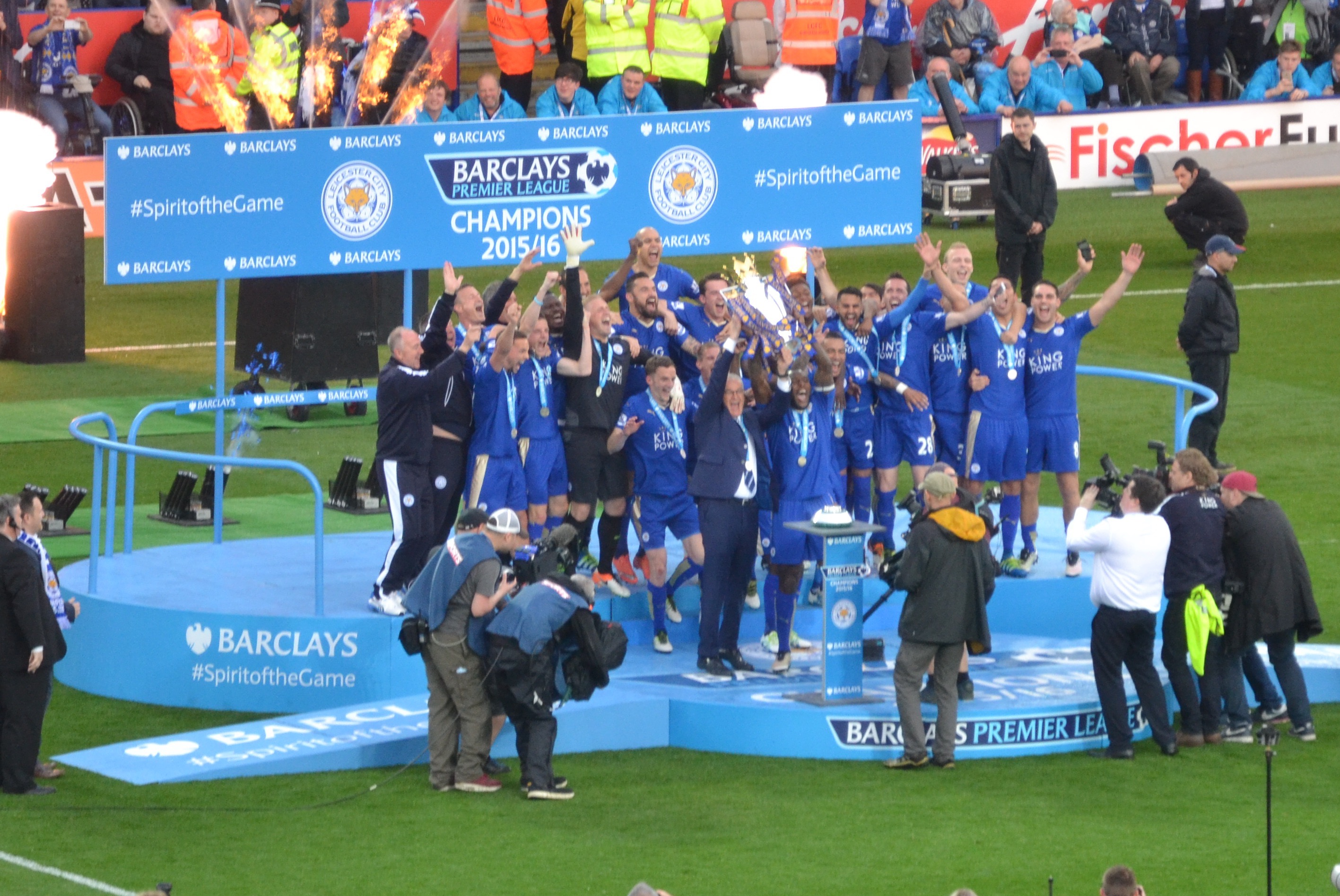
La premiazione delle Foxes di Ranieri, autentica rivelazione del calcio inglese e internazionale della stagione 2015-2016, come vincitori della Premier League

L'8 agosto, all'esordio sulla panchina delle Foxes, ottiene subito una vittoria, grazie al 4-2 casalingo inflitto al Sunderland. Dopo una serie di ottimi risultati, che alle prime giornate lo portano a sorpresa nella parte alta della classifica, alla tredicesima giornata si trova al primo posto in solitaria. Persa e recuperata la vetta in due giornate, la mantiene fino alla fine (escludendo una giornata, la ventesima, di supremazia dell'Arsenal, con cui il Leicester si trova a pari punti, scivolando al secondo posto solo in virtù delle statistiche peggiori). Il 10 aprile 2016 ottiene la matematica qualificazione alla Champions League dell'anno seguente, la prima della storia del club. Il 2 maggio, in virtù del pareggio per 2-2 fra Chelsea e Tottenham, diventata nel frattempo la principale concorrente per il titolo, il Leicester ottiene la sua prima (e finora unica) storica vittoria del campionato inglese, dopo 132 anni di storia, e Ranieri ottiene la prima vittoria di un campionato nazionale di massima serie della sua carriera. È il terzo allenatore italiano a vincere la Premier League, dopo Carlo Ancelotti e Roberto Mancini. Riceve le lodi unanimi della stampa internazionale e inglese, che muta il poco pregevole soprannome di Tinkerman, con cui, come già accennato, era stato chiamato ai tempi del Chelsea, in Thinkerman, cioè "pensatore", per aver raramente sbagliato decisioni tecniche. Un altro soprannome che riceve dopo il grande successo è King Claudio, cioè "Re Claudio", mentre in Italia riceve il soprannome di Sir Claudio, con cui viene chiamato ancora oggi. Viene apprezzato dalla stampa inglese ed internazionale anche per il suo brio e la sua allegria sia durante le interviste che con la squadra.
L'inaspettato trionfo in Premier è definito una vera e propria "favola" e "la più grande impresa sportiva di sempre"; alcuni accostano la vicenda del Leicester di Ranieri a quelle di altre squadre considerate come minori che si sono avvicinate al calcio ad alti livelli conseguendo storici trionfi nei decenni precedenti, come il Cagliari di Manlio Scopigno, il Nottingham Forest di Brian Clough, il Verona di Osvaldo Bagnoli, il Kaiserslautern di Otto Rehhagel e il Wolfsburg di Felix Magath. Per questo successo riceve il Premio Bearzot e soprattutto il 2016 Best FIFA Men's Coach, il premio attribuito dalla FIFA al miglior allenatore del mondo. Proprio per l'eccezionalità dell'evento, il CONI gli ha assegnato la Palma al merito tecnico d'oro, la massima onorificenza prevista per gli allenatori sportivi, usualmente riservata ai tecnici di squadre vincitrici di Olimpiadi e Mondiali. Prima di Ranieri, dalla sua istituzione in poi, la Palma d'Oro era stata assegnata soltanto ad un altro allenatore di calcio, cioè a Marcello Lippi in occasione della vittoria azzurra ai mondiali tedeschi del 2006. Il 20 maggio viene insignito dal Presidente della Repubblica Sergio Mattarella dell'onorificenza di Grande ufficiale dell'Ordine al merito della Repubblica italiana, quinto sportivo dopo Sara Simeoni, Gino Bartali, Silvio Piola e Reinhold Messner.
Inizia la nuova stagione con una sconfitta per 2-1 in Community Shield, per mano del Manchester Utd. Il 23 febbraio 2017, dopo la sconfitta per 2-1 con il Siviglia nell'andata degli ottavi di finale di UEFA Champions League e una stagione di campionato trascorsa appena sopra la zona retrocessione, viene sollevato dall'incarico.

#### Nantes e Fulham
Il 15 giugno seguente, dopo un'iniziale fase di stallo dovuta al veto posto dal presidente dell'UNECATEF (il sindacato dei tecnici francesi), l'ex CT della nazionale francese Raymond Domenech, a causa del fatto che in Francia gli allenatori non possono esercitare la professione una volta superati i 65 anni di età, viene nominato nuovo allenatore del Nantes, con cui firma un biennale. In campionato si piazza al nono posto a soli tre punti dalla qualificazione per l’Europa League mentre dalla Coupe de la Ligue viene eliminato al terzo turno e dalla Coppa di Francia ai sedicesimi. Il 17 maggio 2018 lascia il club giallo-verde dopo una sola stagione alla guida.
Il 14 novembre 2018 ritorna in Premier League per la sua terza esperienza in terra inglese, venendo ingaggiato dal Fulham, in sostituzione dell'esonerato Slaviša Jokanović, prendendo la guida della squadra all’ultimo posto con 5 punti. Il 24 novembre al debutto vince per 3-2 contro il Southampton; i londinesi non vincevano dal 26 agosto e venivano da 7 sconfitte consecutive. Il 6 gennaio 2019, tuttavia, il Fulham viene battuto per 2-1 dall'Oldham Athletic, squadra di 4ª divisione, nel terzo turno di FA Cup: si tratta di un risultato clamoroso in quanto l’Oldham, senza allenatore ormai da giorni, aveva “assunto” sulla panchina Pete Wild, alla sua prima esperienza da manager. Il 28 febbraio 2019, dopo una serie di risultati negativi, la società lo esonera, ingaggiando Scott Parker come suo sostituto.

#### Seconda esperienza alla Roma e Sampdoria
L'8 marzo 2019 viene ufficializzato il suo ritorno, a 8 anni dalla precedente esperienza, sulla panchina della Roma, in sostituzione dell'esonerato Eusebio Di Francesco, tornando ad allenare in Italia dopo 7 anni. Tre giorni dopo, al debutto e con una squadra rimaneggiata per numerosi infortuni e squalifiche, vince per 2-1 contro l'Empoli. Il 10 maggio annuncia che il suo lavoro alla Roma terminerà a fine campionato. Termina la stagione sesto con 66 punti, a soli tre punti dalla qualificazione in Champions.
Il 12 ottobre 2019 firma un contratto biennale con la Sampdoria, subentrando ancora una volta a Di Francesco dopo la sua risoluzione consensuale del contratto che lo legava alla squadra genovese. Debutta con i blucerchiati 8 giorni più tardi proprio contro la Roma pareggiando 0-0. Il primo successo arriva 3 partite dopo, in trasferta contro la SPAL (0-1). L'8 dicembre raggiunge quota 1000 panchine nei vari campionati in occasione della sconfitta per 0-1 contro il Parma. Il 14 dicembre vince (col medesimo risultato di Ferrara) anche il derby con il Genoa; con quest'incontro diventa il primo allenatore a disputare tutte le stracittadine italiane (Torino, Roma, Milano, Genova) restando imbattuto (nove vittorie ed un pareggio). Il 19 luglio, dopo la vittoria contro il Parma per 3-2 (con una rimonta rocambolesca) e la concomitante sconfitta del Lecce, riesce a salvare la Sampdoria matematicamente con 4 giornate d'anticipo con 41 punti, dopo che era arrivato con la squadra all'ultimo posto con soli 3 punti collezionati nelle prime 7 giornate (peggior avvio del club in Serie A); conclude poi il campionato al 15º posto con 42 punti. Nella stagione successiva conduce la squadra genovese a un tranquillo 9º posto con 52 punti, che era l’obiettivo prefissato da tempo. Il 21 maggio 2021, non avendo trovato l’accordo per il rinnovo con la società, annuncia la sua decisione di lasciare la panchina della Sampdoria al termine della stagione.

#### Watford
Il 4 ottobre dello stesso anno viene ingaggiato dal Watford, 15º in Premier League con 7 punti collezionati nelle prime 7 partite, sostituendo l'esonerato Francisco Javier Muñoz e tornando così ad allenare in Inghilterra per la quarta volta. Dopo la sconfitta interna per 0-5 contro il Liverpool al debutto, la prima vittoria arriva la settimana seguente contro l’Everton per 2-5. Il 24 gennaio 2022, dopo aver raccolto 7 punti in 13 gare e con la squadra al 19º posto, viene esonerato.

#### Ritorno a Cagliari

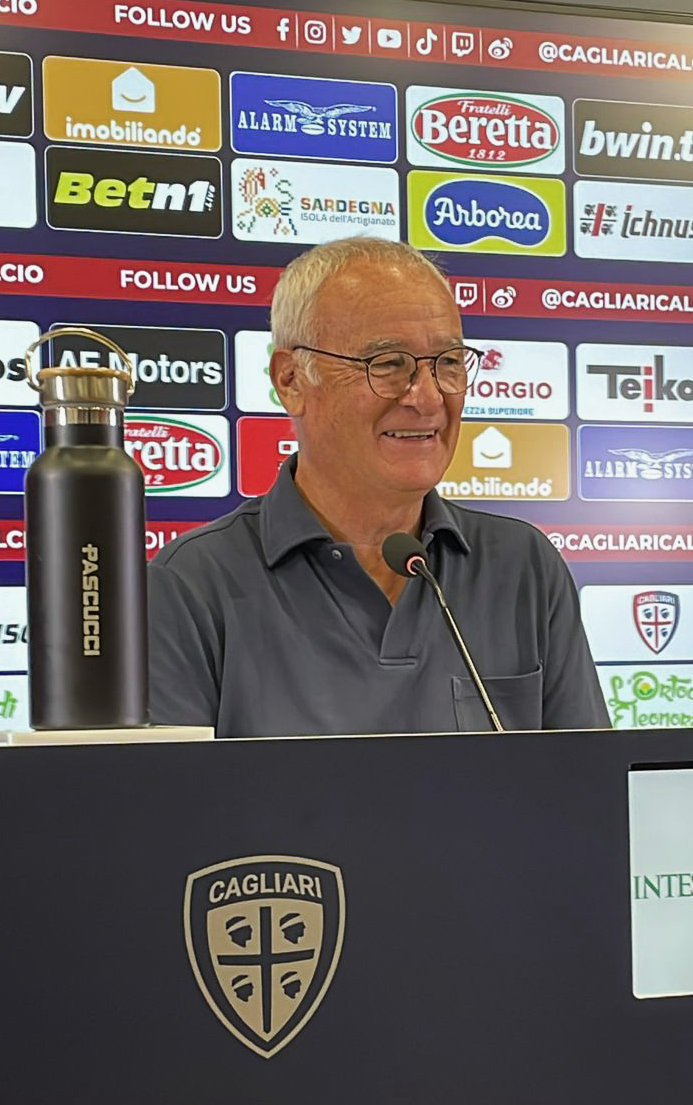
Ranieri, allenatore del Cagliari, in conferenza stampa nel 2023

Il 23 dicembre 2022 viene reso ufficiale il suo ritorno sulla panchina del Cagliari, squadra che 35 anni prima lo aveva lanciato nel calcio professionistico, subentrando all'esonerato Fabio Liverani con la squadra rossoblù ferma al 14º posto in Serie B con 22 punti guadagnati in 18 partite. Grazie ad un bottino di 35 punti in 19 partite, la squadra conclude la stagione regolare al 5º posto, valido per la qualificazione ai play-off. Dopo aver eliminato il Venezia nel turno preliminare e il Parma in semifinale, Ranieri riporta il Cagliari in Serie A con la vittoria nella finale di ritorno per 0-1 allo Stadio San Nicola contro il Bari dopo che l'andata si era conclusa con il punteggio di 1-1, ottenendo una nuova promozione a 33 anni di distanza dalla prima, ottenuta col Cagliari nella stagione 1989-1990.
La stagione 2023-24 inizia nel peggiore dei modi per il Cagliari: a ottobre i rossoblù sono ultimi in classifica con soli tre punti raccolti nelle prime nove partite di campionato e il 10 febbraio 2024, subito dopo la sconfitta casalinga per 1-3 contro la Lazio e con la squadra in zona critica, viene resa ufficiale la scelta di Ranieri di rassegnare le proprie dimissioni; tuttavia, egli viene convinto sia dalla società che dagli stessi giocatori a restare alla guida degli isolani, e, al culmine di una lunga serie di risultati positivi, li conduce alla salvezza aritmetica alla penultima giornata di Serie A, battendo il Sassuolo in trasferta (0-2).
Il 21 maggio 2024, all'età di 72 anni, annuncia il suo ritiro dal mondo del calcio, per quanto riguarda le competizioni di club, al termine della stagione; due giorni più tardi, infatti, disputa la sua ultima gara sulla panchina degli isolani, in cui viene sconfitto in casa dalla Fiorentina (2-3). La tifoseria rossoblù gli ha reso omaggio con una festa d'addio tenutasi all'Unipol Domus al termine del match.

#### Terza esperienza a Roma
Malgrado avesse reso nota la volontà di non voler allenare più nessun club, il 14 novembre 2024 viene ufficializzata la sua terza esperienza da tecnico alla Roma, con cui sottoscrive un accordo fino al termine della stagione; inoltre, dal 1º luglio 2025, una volta concluso l'incarico di allenatore, assumerà un ruolo di consulente sportivo in seno alla società. Subentra all'esonerato Ivan Juric con la squadra giallorossa sopra di soli 4 punti alla zona retrocessione e con 13 punti guadagnati in 12 partite. Il 24 novembre al debutto perde contro il Napoli (1-0), mentre alla prima partita in Europa League raccoglie all'ultimo secondo un pareggio per 2-2 contro il Tottenham. Il 7 dicembre, alla 100ª partita alla guida dei giallorossi in tutte le competizioni, ottiene la sua prima vittoria per 4-1 in casa contro il Lecce. Il 5 gennaio 2025 vince il suo quinto derby della capitale su cinque giocati, battendo la Lazio per 2-0. Segue una cavalcata in campionato che porta la Roma a essere la squadra con più punti conquistati nel girone di ritorno (46 su 57 disponibili), e che si conclude a quota 69, a un solo punto dalla qualificazione in Champions League. In Europa League, invece, il cammino giallorosso si conclude agli ottavi di finale, battuta 4-3 (tra andata e ritorno) dall'Athletic Bilbao.

### Fuori dal campo
Durante la stagione 2006/2007, ha prestato servizio come commentatore tecnico per Sky, commentando alcune partite della stagione prima di essere chiamato ad allenare il Parma. 
Il 10 agosto 2011, in occasione della partita amichevole tra Italia e Spagna, ha esordito come commentatore tecnico e opinionista televisivo per Rai Sport. È stato opinionista del campionato d'Europa 2020 per La Gazzetta dello Sport.

## Statistiche

### Presenze e reti nei club
| Stagione         | Squadra          | Campionato       | Campionato | Campionato | Coppe nazionali | Coppe nazionali | Coppe nazionali | Coppe continentali | Coppe continentali | Coppe continentali | Altre coppe | Altre coppe | Altre coppe | Totale | Totale |
| Stagione         | Squadra          | Comp             | Pres       | Reti       | Comp            | Pres            | Reti            | Comp               | Pres               | Reti               | Comp        | Pres        | Reti        | Pres   | Reti   |
| ---------------- | ---------------- | ---------------- | ---------- | ---------- | --------------- | --------------- | --------------- | ------------------ | ------------------ | ------------------ | ----------- | ----------- | ----------- | ------ | ------ |
| 1973-1974        | Roma             | A                | 6          | 0          | CI              | 0               | 0               | -                  | -                  | -                  | -           | -           | -           | 6      | 0      |
| 1974-1975        | Catanzaro        | B                | 37+1       | 2+0        | CI              | 4               | 1               | -                  | -                  | -                  | -           | -           | -           | 42     | 3      |
| 1975-1976        | Catanzaro        | B                | 32         | 0          | CI              | 1               | 0               | -                  | -                  | -                  | -           | -           | -           | 33     | 0      |
| 1976-1977        | Catanzaro        | A                | 28         | 1          | CI              | 3               | 0               | -                  | -                  | -                  | -           | -           | -           | 31     | 1      |
| 1977-1978        | Catanzaro        | B                | 28         | 0          | CI              | 0               | 0               | -                  | -                  | -                  | -           | -           | -           | 28     | 0      |
| 1978-1979        | Catanzaro        | A                | 27         | 2          | CI              | 8               | 2               | -                  | -                  | -                  | -           | -           | -           | 35     | 4      |
| 1979-1980        | Catanzaro        | A                | 28         | 0          | CI              | 3               | 0               | -                  | -                  | -                  | -           | -           | -           | 31     | 0      |
| 1980-1981        | Catanzaro        | A                | 27         | 1          | CI              | 3               | 1               | -                  | -                  | -                  | -           | -           | -           | 30     | 2      |
| 1981-1982        | Catanzaro        | A                | 18         | 0          | CI              | 5               | 0               | -                  | -                  | -                  | -           | -           | -           | 23     | 0      |
| Totale Catanzaro | Totale Catanzaro | Totale Catanzaro | 225+1      | 6          |                 | 25              | 4               |                    | -                  | -                  |             | -           | -           | 251    | 10     |
| 1982-1983        | Catania          | B                | 32+2       | 1+0        | CI              | 5               | 0               | -                  | -                  | -                  | -           | -           | -           | 39     | 1      |
| 1983-1984        | Catania          | A                | 30         | 0          | CI              | 0               | 0               | -                  | -                  | -                  | -           | -           | -           | 30     | 0      |
| Totale Catania   | Totale Catania   | Totale Catania   | 62+2       | 1          |                 | 5               | 0               |                    | -                  | -                  |             | -           | -           | 69     | 1      |
| 1984-1985        | Palermo          | C1               | 32         | 0          | CI+CI-C         | 0+1             | 0               | -                  | -                  | -                  | -           | -           | -           | 33     | 0      |
| 1985-1986        | Palermo          | B                | 18         | 0          | CI              | 5               | 0               | -                  | -                  | -                  | -           | -           | -           | 23     | 0      |
| Totale Palermo   | Totale Palermo   | Totale Palermo   | 50         | 0          |                 | 6               | 0               |                    | -                  | -                  |             | -           | -           | 56     | 0      |
| Totale carriera  | Totale carriera  | Totale carriera  | 346        | 7          |                 | 36              | 4               |                    | -                  | -                  |             | -           | -           | 382    | 11     |

### Statistiche da allenatore

#### Club
Statistiche aggiornate al 25 maggio 2025. In grassetto le competizioni vinte.
| Stagione              | Squadra               | Campionato            | Campionato | Campionato | Campionato | Campionato | Coppe nazionali | Coppe nazionali | Coppe nazionali | Coppe nazionali | Coppe nazionali | Coppe continentali | Coppe continentali | Coppe continentali | Coppe continentali | Coppe continentali | Altre coppe | Altre coppe | Altre coppe | Altre coppe | Altre coppe | Totale | Totale | Totale | Totale | % Vittorie | Piazzamento            |
| Stagione              | Squadra               | Comp                  | G          | V          | N          | P          | Comp            | G               | V               | N               | P               | Comp               | G                  | V                  | N                  | P                  | Comp        | G           | V           | N           | P           | G      | V      | N      | P      | %          | Piazzamento            |
| --------------------- | --------------------- | --------------------- | ---------- | ---------- | ---------- | ---------- | --------------- | --------------- | --------------- | --------------- | --------------- | ------------------ | ------------------ | ------------------ | ------------------ | ------------------ | ----------- | ----------- | ----------- | ----------- | ----------- | ------ | ------ | ------ | ------ | ---------- | ---------------------- |
| lug.-nov. 1986        | Vigor Lamezia         | Int.                  | 13         | 8          | 5          | 0          | CI-Dil.         | -               | -               | -               | -               | -                  | -                  | -                  | -                  | -                  | -           | -           | -           | -           | -           | 13     | 8      | 5      | 0      | 61,54      | Eson.                  |
| 1987-1988             | Campania Puteolana    | C1                    | 22         | 4          | 7          | 11         | CI-C            | 6               | 1               | 1               | 4               | -                  | -                  | -                  | -                  | -                  | -           | -           | -           | -           | -           | 28     | 5      | 8      | 15     | 17,86      | Eson., Sub. 17º (ret.) |
| 1988-1989             | Cagliari              | C1                    | 34         | 16         | 13         | 5          | CI-C            | 14              | 9               | 5               | 0               | -                  | -                  | -                  | -                  | -                  | -           | -           | -           | -           | -           | 48     | 25     | 18     | 5      | 52,08      | 1º (prom.)             |
| 1989-1990             | Cagliari              | B                     | 38         | 17         | 13         | 8          | CI              | 1               | 0               | 0               | 1               | -                  | -                  | -                  | -                  | -                  | -           | -           | -           | -           | -           | 39     | 17     | 13     | 9      | 43,59      | 3º (prom.)             |
| 1990-1991             | Cagliari              | A                     | 34         | 6          | 17         | 11         | CI              | 2               | 0               | 0               | 2               | -                  | -                  | -                  | -                  | -                  | -           | -           | -           | -           | -           | 36     | 6      | 17     | 13     | 16,67      | 14º                    |
| 1991-1992             | Napoli                | A                     | 34         | 15         | 12         | 7          | CI              | 4               | 2               | 1               | 1               | -                  | -                  | -                  | -                  | -                  | -           | -           | -           | -           | -           | 38     | 17     | 13     | 8      | 44,74      | 4º                     |
| lug.-nov. 1992        | Napoli                | A                     | 9          | 2          | 2          | 5          | CI              | 4               | 4               | 0               | 0               | CU                 | 4                  | 2                  | 1                  | 1                  | -           | -           | -           | -           | -           | 17     | 8      | 3      | 6      | 47,06      | Eson.                  |
| Totale Napoli         | Totale Napoli         | Totale Napoli         | 43         | 17         | 14         | 12         |                 | 8               | 6               | 1               | 1               |                    | 4                  | 2                  | 1                  | 1                  |             | -           | -           | -           | -           | 55     | 25     | 16     | 14     | 45,45      |                        |
| 1993-1994             | Fiorentina            | B                     | 38         | 17         | 16         | 5          | CI              | 5               | 2               | 2               | 1               | -                  | -                  | -                  | -                  | -                  | CAI         | 4           | 3           | 1           | 0           | 47     | 22     | 19     | 6      | 46,81      | 1º (prom.)             |
| 1994-1995             | Fiorentina            | A                     | 34         | 12         | 11         | 11         | CI              | 6               | 2               | 2               | 2               | -                  | -                  | -                  | -                  | -                  | -           | -           | -           | -           | -           | 40     | 14     | 13     | 13     | 35,00      | 10º                    |
| 1995-1996             | Fiorentina            | A                     | 34         | 17         | 8          | 9          | CI              | 8               | 8               | 0               | 0               | -                  | -                  | -                  | -                  | -                  | -           | -           | -           | -           | -           | 42     | 25     | 8      | 9      | 59,52      | 4º                     |
| 1996-1997             | Fiorentina            | A                     | 34         | 10         | 15         | 9          | CI              | 2               | 1               | 0               | 1               | CdC                | 8                  | 3                  | 3                  | 2                  | SI          | 1           | 1           | 0           | 0           | 45     | 15     | 18     | 12     | 33,33      | 9º                     |
| Totale Fiorentina     | Totale Fiorentina     | Totale Fiorentina     | 140        | 56         | 50         | 34         |                 | 21              | 13              | 4               | 4               |                    | 8                  | 3                  | 3                  | 2                  |             | 5           | 4           | 1           | 0           | 174    | 76     | 58     | 40     | 43,68      |                        |
| 1997-1998             | Valencia              | PD                    | 35         | 16         | 7          | 12         | CR              | 6               | 3               | 1               | 2               | -                  | -                  | -                  | -                  | -                  | -           | -           | -           | -           | -           | 41     | 19     | 8      | 14     | 46,34      | Sub. 9º                |
| 1998-1999             | Valencia              | PD                    | 38         | 19         | 8          | 11         | CR              | 7               | 6               | 0               | 1               | Int.+CU            | 6+4                | 5+2                | 0+2                | 1+0                | -           | -           | -           | -           | -           | 55     | 32     | 10     | 13     | 58,18      | 4º                     |
| 1999-mar. 2000        | Atlético Madrid       | PD                    | 26         | 8          | 6          | 12         | CR              | 6               | 3               | 3               | 0               | CU                 | 7                  | 5                  | 1                  | 1                  | -           | -           | -           | -           | -           | 39     | 16     | 10     | 13     | 41,03      | Dimis.                 |
| set. 2000-2001        | Chelsea               | PL                    | 32         | 16         | 7          | 9          | FACup+CdL       | 3+1             | 2+0             | 0               | 1+1             | CU                 | 1                  | 0                  | 0                  | 1                  | -           | -           | -           | -           | -           | 37     | 18     | 7      | 12     | 48,65      | Sub. 6º                |
| 2001-2002             | Chelsea               | PL                    | 38         | 17         | 13         | 8          | FACup+CdL       | 8+5             | 5+4             | 2+0             | 1+1             | CU                 | 4                  | 2                  | 1                  | 1                  | -           | -           | -           | -           | -           | 55     | 28     | 16     | 11     | 50,91      | 6º                     |
| 2002-2003             | Chelsea               | PL                    | 38         | 19         | 10         | 9          | FACup+CdL       | 5+3             | 3+2             | 1+0             | 1+1             | CU                 | 2                  | 1                  | 0                  | 1                  | -           | -           | -           | -           | -           | 48     | 25     | 11     | 12     | 52,08      | 4º                     |
| 2003-2004             | Chelsea               | PL                    | 38         | 24         | 7          | 7          | FACup+CdL       | 4+3             | 2+2             | 1+0             | 1+1             | UCL                | 14                 | 8                  | 4                  | 2                  | -           | -           | -           | -           | -           | 59     | 36     | 12     | 11     | 61,02      | 2º                     |
| Totale Chelsea        | Totale Chelsea        | Totale Chelsea        | 146        | 76         | 37         | 33         |                 | 32              | 20              | 5               | 7               |                    | 21                 | 11                 | 5                  | 5                  |             | -           | -           | -           | -           | 199    | 107    | 46     | 46     | 53,77      |                        |
| 2004-feb. 2005        | Valencia              | PD                    | 24         | 10         | 8          | 6          | CR              | 1               | 0               | 0               | 1               | UCL+CU             | 6+2                | 2+1                | 1+0                | 3+1                | SS+SU       | 2+1         | 1+1         | 0           | 1+0         | 36     | 15     | 9      | 12     | 41,67      | Eson.                  |
| Totale Valencia       | Totale Valencia       | Totale Valencia       | 97         | 45         | 23         | 29         |                 | 14              | 9               | 1               | 4               |                    | 18                 | 10                 | 3                  | 5                  |             | 3           | 2           | 0           | 1           | 132    | 66     | 27     | 39     | 50,00      |                        |
| feb.-giu. 2007        | Parma                 | A                     | 16         | 7          | 6          | 3          | CI              | -               | -               | -               | -               | CU                 | 2                  | 0                  | 0                  | 2                  | -           | -           | -           | -           | -           | 18     | 7      | 6      | 5      | 38,89      | Sub. 12º               |
| 2007-2008             | Juventus              | A                     | 38         | 20         | 12         | 6          | CI              | 5               | 2               | 1               | 2               | -                  | -                  | -                  | -                  | -                  | -           | -           | -           | -           | -           | 43     | 22     | 13     | 8      | 51,16      | 3º                     |
| 2008-mag. 2009        | Juventus              | A                     | 36         | 19         | 11         | 6          | CI              | 4               | 1               | 1               | 2               | UCL                | 10                 | 4                  | 5                  | 1                  | -           | -           | -           | -           | -           | 50     | 24     | 17     | 9      | 48,00      | Eson.                  |
| Totale Juventus       | Totale Juventus       | Totale Juventus       | 74         | 39         | 23         | 12         |                 | 9               | 3               | 2               | 4               |                    | 10                 | 4                  | 5                  | 1                  |             | -           | -           | -           | -           | 93     | 46     | 30     | 17     | 49,46      |                        |
| set. 2009-2010        | Roma                  | A                     | 36         | 24         | 8          | 4          | CI              | 5               | 3               | 0               | 2               | UEL                | 8                  | 4                  | 1                  | 3                  | -           | -           | -           | -           | -           | 49     | 31     | 9      | 9      | 63,27      | Sub. 2º                |
| 2010-feb. 2011        | Roma                  | A                     | 25         | 11         | 6          | 8          | CI              | 2               | 2               | 0               | 0               | UCL                | 7                  | 3                  | 1                  | 3                  | SI          | 1           | 0           | 0           | 1           | 35     | 16     | 7      | 12     | 45,71      | Dimis.                 |
| set. 2011-mar. 2012   | Inter                 | A                     | 26         | 12         | 4          | 10         | CI              | 2               | 1               | 0               | 1               | UCL                | 7                  | 4                  | 1                  | 2                  | -           | -           | -           | -           | -           | 35     | 17     | 5      | 13     | 48,57      | Sub., Eson.            |
| 2012-2013             | Monaco                | L2                    | 38         | 21         | 13         | 4          | CF+CdL          | 2+4             | 1+2             | 1+1             | 0+1             | -                  | -                  | -                  | -                  | -                  | -           | -           | -           | -           | -           | 44     | 24     | 15     | 5      | 54,55      | 1º (prom.)             |
| 2013-2014             | Monaco                | L1                    | 38         | 23         | 11         | 4          | CF+CdL          | 5+1             | 4+0             | 0+0             | 1+1             | -                  | -                  | -                  | -                  | -                  | -           | -           | -           | -           | -           | 44     | 27     | 11     | 6      | 61,36      | 2º                     |
| Totale Monaco         | Totale Monaco         | Totale Monaco         | 76         | 44         | 24         | 8          |                 | 12              | 7               | 2               | 3               |                    | -                  | -                  | -                  | -                  |             | -           | -           | -           | -           | 88     | 51     | 26     | 11     | 57,95      |                        |
| 2015-2016             | Leicester City        | PL                    | 38         | 23         | 12         | 3          | FACup+CdL       | 2+3             | 0+2             | 1+1             | 1+0             | -                  | -                  | -                  | -                  | -                  | -           | -           | -           | -           | -           | 43     | 25     | 14     | 4      | 58,14      | 1º                     |
| 2016-feb. 2017        | Leicester City        | PL                    | 25         | 5          | 6          | 14         | FACup+CdL       | 4+1             | 2+0             | 1+0             | 1+1             | UCL                | 7                  | 4                  | 1                  | 2                  | CS          | 1           | 0           | 0           | 1           | 38     | 11     | 8      | 19     | 28,95      | Eson.                  |
| Totale Leicester City | Totale Leicester City | Totale Leicester City | 63         | 28         | 18         | 17         |                 | 10              | 4               | 3               | 3               |                    | 7                  | 4                  | 1                  | 2                  |             | 1           | 0           | 0           | 1           | 81     | 36     | 22     | 23     | 44,44      |                        |
| 2017-2018             | Nantes                | L1                    | 38         | 14         | 10         | 14         | CF+CdL          | 2+1             | 1+0             | 0+0             | 1+1             | -                  | -                  | -                  | -                  | -                  | -           | -           | -           | -           | -           | 41     | 15     | 10     | 16     | 36,59      | 9º                     |
| nov. 2018-feb. 2019   | Fulham                | PL                    | 16         | 3          | 3          | 10         | FACup+CdL       | 1+0             | 0+0             | 0+0             | 1+0             | -                  | -                  | -                  | -                  | -                  | -           | -           | -           | -           | -           | 17     | 3      | 3      | 11     | 17,65      | Sub., Eson.            |
| mar.-giu. 2019        | Roma                  | A                     | 12         | 6          | 4          | 2          | CI              | -               | -               | -               | -               | UCL                | -                  | -                  | -                  | -                  | -           | -           | -           | -           | -           | 12     | 6      | 4      | 2      | 50,00      | Sub. 6º                |
| ott. 2019-2020        | Sampdoria             | A                     | 31         | 11         | 6          | 14         | CI              | 1               | 0               | 0               | 1               | -                  | -                  | -                  | -                  | -                  | -           | -           | -           | -           | -           | 32     | 11     | 6      | 15     | 34,38      | Sub. 15º               |
| 2020-2021             | Sampdoria             | A                     | 38         | 15         | 7          | 16         | CI              | 2               | 1               | 0               | 1               | -                  | -                  | -                  | -                  | -                  | -           | -           | -           | -           | -           | 40     | 16     | 7      | 17     | 40,00      | 9º                     |
| Totale Sampdoria      | Totale Sampdoria      | Totale Sampdoria      | 69         | 26         | 13         | 30         |                 | 3               | 1               | 0               | 2               |                    | -                  | -                  | -                  | -                  |             | -           | -           | -           | -           | 72     | 27     | 13     | 32     | 37,50      |                        |
| ott. 2021-gen. 2022   | Watford               | PL                    | 13         | 2          | 1          | 10         | FACup+CdL       | 0+1             | 0+0             | 0+0             | 0+1             | -                  | -                  | -                  | -                  | -                  | -           | -           | -           | -           | -           | 14     | 2      | 1      | 11     | 14,29      | Sub., Eson.            |
| gen.-giu. 2023        | Cagliari              | B                     | 19+5       | 9+3        | 8+2        | 2+0        | CI              | -               | -               | -               | -               | -                  | -                  | -                  | -                  | -                  | -           | -           | -           | -           | -           | 24     | 12     | 10     | 2      | 50,00      | Sub., 5º (prom.)       |
| 2023-2024             | Cagliari              | A                     | 38         | 8          | 12         | 18         | CI              | 3               | 2               | 0               | 1               | -                  | -                  | -                  | -                  | -                  | -           | -           | -           | -           | -           | 41     | 10     | 12     | 19     | 24,39      | 16°                    |
| Totale Cagliari       | Totale Cagliari       | Totale Cagliari       | 167        | 59         | 65         | 43         |                 | 20              | 11              | 5               | 4               |                    | -                  | -                  | -                  | -                  |             | -           | -           | -           | -           | 187    | 70     | 70     | 47     | 37,43      |                        |
| nov. 2024-2025        | Roma                  | A                     | 26         | 17         | 5          | 4          | CI              | 2               | 1               | 0               | 1               | UEL                | 8                  | 4                  | 2                  | 2                  | -           | -           | -           | -           | -           | 36     | 22     | 7      | 7      | 61,11      | Sub., 5º               |
| Totale Roma           | Totale Roma           | Totale Roma           | 99         | 58         | 23         | 18         |                 | 9               | 6               | 0               | 3               |                    | 23                 | 11                 | 4                  | 8                  |             | 1           | 0           | 0           | 1           | 132    | 75     | 27     | 30     | 56,82      |                        |
| Totale carriera       | Totale carriera       | Totale carriera       | 1145       | 506        | 332        | 307        |                 | 157             | 86              | 26              | 45              |                    | 107                | 54                 | 24                 | 29                 |             | 10          | 6           | 1           | 3           | 1 419  | 652    | 383    | 384    | 45,95      |                        |

#### Nazionale
| Squadra | Naz               | dal            | al               | Record | Record | Record | Record | Record | Record | Record | Record     |
| Squadra | Naz               | dal            | al               | G      | V      | N      | P      | GF     | GS     | DR     | % Vittorie |
| ------- | ----------------- | -------------- | ---------------- | ------ | ------ | ------ | ------ | ------ | ------ | ------ | ---------- |
| Grecia  | Grecia (bandiera) | 25 luglio 2014 | 15 novembre 2014 | 4      | 0      | 1      | 3      | 1      | 5      | −4     | &0,00      |

#### Panchine da commissario tecnico della nazionale greca
| Cronologia completa delle presenze e delle reti in nazionale ― Grecia | Cronologia completa delle presenze e delle reti in nazionale ― Grecia | Cronologia completa delle presenze e delle reti in nazionale ― Grecia | Cronologia completa delle presenze e delle reti in nazionale ― Grecia | Cronologia completa delle presenze e delle reti in nazionale ― Grecia | Cronologia completa delle presenze e delle reti in nazionale ― Grecia | Cronologia completa delle presenze e delle reti in nazionale ― Grecia | Cronologia completa delle presenze e delle reti in nazionale ― Grecia |
| Data                                                                  | Città                                                                 | In casa                                                               | Risultato                                                             | Ospiti                                                                | Competizione                                                          | Reti                                                                  | Note                                                                  |
| --------------------------------------------------------------------- | --------------------------------------------------------------------- | --------------------------------------------------------------------- | --------------------------------------------------------------------- | --------------------------------------------------------------------- | --------------------------------------------------------------------- | --------------------------------------------------------------------- | --------------------------------------------------------------------- |
| 7-9-2014                                                              | Il Pireo                                                              | Grecia                                                                | 0 – 1                                                                 | Romania                                                               | Qual. Euro 2016                                                       | -                                                                     | Cap: D. Salpiggidīs                                                   |
| 11-10-2014                                                            | Helsinki                                                              | Finlandia                                                             | 1 – 1                                                                 | Grecia                                                                | Qual. Euro 2016                                                       | Nikos Karelīs                                                         | Cap: V. Torosidīs                                                     |
| 14-10-2014                                                            | Il Pireo                                                              | Grecia                                                                | 0 – 2                                                                 | Irlanda del Nord                                                      | Qual. Euro 2016                                                       | -                                                                     | Cap: V. Torosidīs                                                     |
| 14-11-2014                                                            | Il Pireo                                                              | Grecia                                                                | 0 – 1                                                                 | Fær Øer                                                               | Qual. Euro 2016                                                       | -                                                                     | Cap: V. Torosidīs                                                     |
| Totale                                                                |                                                                       | Presenze                                                              | 4                                                                     |                                                                       | Reti                                                                  | 1                                                                     |                                                                       |

## Riconoscimenti
- Il Cagliari lo ha inserito nella sua Hall of fame.[163]
- L'Università degli Studi di Perugia nel 2016 gli ha conferito una laurea magistrale honoris causa in Scienze e tecniche dello sport e delle attività motorie preventive ed adattate.[164]
- Il Comune di Cagliari il 12 settembre 2023 a seguito della promozione in Serie A ottenuta nella stagione 2022-2023, nonché per i risultati ottenuti nella sua prima esperienza tre decenni prima,[165] gli ha conferito la cittadinanza onoraria[166].

## Palmarès

### Club

#### Competizioni nazionali
- Campionato italiano Serie C1: 1

Cagliari: 1988-1989 (girone B)
- Coppa Italia Serie C: 1

Cagliari: 1988-1989
- Campionato italiano di Serie B: 1

Fiorentina: 1993-1994
- Coppa Italia: 1

Fiorentina: 1995-1996
- Supercoppa italiana: 1

Fiorentina: 1996
- Coppa di Spagna: 1

Valencia: 1998-1999
- Ligue 2: 1

Monaco: 2012-2013
- Campionato inglese: 1

Leicester City: 2015-2016

#### Competizioni internazionali
- Coppa Intertoto UEFA: 1

Valencia: 1998
- Supercoppa UEFA: 1

Valencia: 2004

### Individuale
- L'allenatore dei sogni: 1

2008
- Premio nazionale Andrea Fortunato al miglior allenatore: 1

2010
- FA Premier League Manager of the Year: 1[168]

2016
- Premio Nazionale Enzo Bearzot: 1

2016
- Inserito nella Hall of Fame del calcio italiano nella categoria Allenatore italiano

2016
- Inserito tra le "Leggende del calcio" del Golden Foot

2016
- Allenatore dell'anno World Soccer: 1

2016
- Miglior allenatore dell'anno Gazzetta Sports Awards: 1

2016
- The Best FIFA Men's Coach: 1

2016
- Panchina d'oro speciale: 1

2016
- Premio Gianni Brera allo sportivo dell'anno: 1

2016
- Premio Gentleman Fair Play al miglior allenatore della Serie A: 1

2021
- Trofeo Maestrelli: 1

2025
- Premio Carlo Mazzone: 1

2025
- Premi Lega Serie A: 1

Miglior gesto di fair-play: 2024-2025